# Tetramorium schneideri
Tetramorium schneideri is een mierensoort uit de onderfamilie van de knoopmieren (Myrmicinae). De wetenschappelijke naam van de soort werd in 1898 gepubliceerd door Carlo Emery.